# Andreas Cederholm
Andreas Cederholm, född 4 maj 1990 i Hjo, är en svensk handbollsspelare (högernia). Han har spelat 42 landskamper och gjort 66 mål för Sveriges landslag sedan 2013 och deltagit vid två mästerskap, EM 2016 (8:a) och inkallad som reserv till semifinalen vid EM 2018 (brons).
Andreas Cederholm kom till IFK Skövde 2007 från sin moderklubb HK Guldkroken. Inför säsongen 2013/2014 värvades han av IFK Kristianstad där han vann två SM-guld. Inför säsongen 2016/2017 bytte han klubb till franska Fenix Toulouse. Säsongen efter gick han till det tyska Bundesligalaget GWD Minden. 2019 bytte han till tyska TBV Lemgo. Från säsongen 2022/23 är han tillbaka i IFK Kristianstad. I november 2024 gjorde Cederholm mål nr 1 000 i högsta serien och blev därmed medlem i Tusenklubben. Mars 2025 meddelar han att lägger ner sin karriär efter säsongen.

## Meriter
- Svensk mästare tre gånger (2015, 2016, 2023) med IFK Kristianstad
- Tysk cupmästare 2020 med TBV Lemgo
- Svensk cupmästare 2023 med IFK Kristianstad